# Costes d'Erdo
Les Costes d'Erdo és un indret del terme de Sarroca de Bellera, al Pallars Jussà.
Estan situades al nord-oest del poble d'Erdo, en els vessants meridionals dels Tossalets. El poble abandonat de Santa Coloma d'Erdo és a llevant de les Costes d'Erdo.